# レオン・ルマルタン

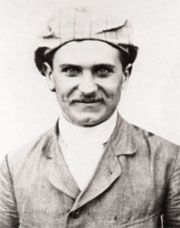
Léon Lemartin

レオン・ルマルタン（Léon Lemartin 、本名Théodore Clovis Edmond Lemartin 、1883年10月20日 – 1911年6月18日）はフランスの航空のパイオニアである。1911年2月3日にブレリオXIIIで8人の乗客を乗せて飛行するという世界記録を樹立し、その翌月には13人の乗客を乗せた。エンジニアとしてヴォアザンなどのフランスの航空のパイオニアと働き、エンジンメーカーのノーム・ロームなどで働いた。ヨーロッパ一周レースに参加し事故死した。
Dunes, Tarn-et-Garonneに鍛冶屋の息子に生まれた。 École Nationale Supérieure d'Arts et Métiers (ENSAM)で工学を学んだ。最初は飛行船に興味を持ち、サントス・デュモンの教えを受けて、スペイン人のリカルド・ソリアーノとともに飛行船の開発を行ったが成功しなかった。
1900年代の初め、パリの自動車メーカーCharronで働きはじめ、その後E.N.V.に移った。1905年にヴォワゾンの水上グライダーの製作に携わった。飛行機の動力飛行にエンジンが重要な技術であることを認識し、ノーム発動機（Société Des Moteurs Gnome ）に入社し7気筒のロータリーエンジン、ノーム オメガの開発の開発者となった。ノーム オメガエンジンは75kgの重量で50hpの出力が得られた。オメガエンジンは、ヨーロッパの飛行機の歴史に重要な役割を果たしたエンジンである。ルマルタンはアンリ・ファルマンの最初に1マイルを超えた飛行や、レオン・ドラグランジュの同乗者を乗せた飛行、さらにルイ・ブレリオのドーバー海峡横断飛行をサポートした。
ルイ・ブレリオのドーバー海峡横断飛行は25hpのアンザニ・エンジンを使ったブレリオ XIで成功したが、その後のブレリオXIには50hpのオメガエンジンが搭載され、1910年5月14日、Jacques de Lessepsの操縦で2番目のドーバー海峡横断飛行に成功した。1909年8月のランス飛行大会では、オメガエンジンでブレリオは速度記録77km/hや180kmの距離記録、3時間15分の飛行時間記録で賞を獲得し、アンリ・ファルマンは2人の同乗者を乗せて飛行した。
ノーム発動機ではジュール・ヴェドリーヌとチームを組んで、1911年のイギリス一周の、デーリー・メール・エアレースやパリ-マドリードで優れた結果を得た。
1910年8月20日、ブレリオの飛行学校に入学して、パイロットおよびエンジニアとして働く契約を結び、10月4日に飛行免許（NO249）を取得した。1911年2月3日、ブレリオXIIIで8人の乗客を乗せて飛行するのに成功し、それまでの記録6人を更新した。1911年5月24日にEtampesからTouryの飛行で128.418km/hの速度を記録し、これはそれまでのアルフレード・ルブランの記録125km/hを超えたものであるが公認されなかった。
1911年6月1日にブレリオと、レースパイロットとしての契約を結び、6月18日に最初のレース、パリ-ロンドン-パリのヨーロッパ周回レースに参加した。前日の夜、チームメートのローラン・ギャロスやアンドレ・ボーモンらの飛行機の整備に働き疲れており、さらにレース当日は気流が悪く、ローラン・ギャロスは出発を取りやめ、ルマルタンにも中止を勧めた。多くの観客の見守るなかでルマルタンは離陸し、近くの森に達した時に機体が下向きになり、墜落した。樫の木に衝突し、エンジンがルマルタンの頭を直撃した。飛行場に設置されていた赤十字の医師が病院に搬送したがルマルタンは死亡した。
1994年に孫のJacques Dalmonがルマルタンの伝記、Lemartin, pilote-aviateuを出版し、2009年にもLéon Lemartin, Chef-Pilote de la Maison Blériotが出版された。